# 部分截半截角八面體
在幾何學中，部分截半截角八面體，又稱一又二分之一截角八面體（sesquitruncated octahedron）是一種凸多面體，是一種由截角八面體透過不完全的截半變換而產生的一種多面體，類似於完全截半截角正方形鑲嵌，將截出來的三角形截為正三角形，而完全截半截角八面體截出來的是等腰三角形。其與完全截半截角八面體面數相同，皆為38個面，但六邊形全部被九邊形取代。
部分截半截角八面體一共有38個面、84條邊以及48個頂點，38中包含24個正三角形、6個正方形及8個九邊形，但九邊形不是正九邊形，甚至不等角，也不等邊。但它有30個正多邊形面，已佔大部分，其在正多邊形與非正多邊形之間的物理構造上僅有非常小的差異，因此屬於擬詹森多面體。